# 만화가

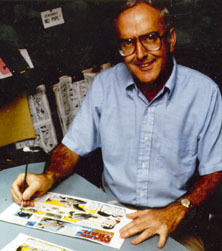
마크 트레일 코믹 스트립의 선데이 페이지에서 일하는 만화가 잭 엘로드

만화가(漫畵家)는 만화를 전문적으로 그리는 사람이다. 만화가는 화가로서의 필요한 일정 수준 이상의 그림 실력과 작가로서의 필요한 일정 수준의 스토리텔링 실력을 겸비해야 한다.
작품의 문학적인 요소와 시각적인 요소를 함께 제작한다는 점에서 만화 작가 또는 일러스트레이터(그림작가)와 다르다.
인터넷 상에서 만화를 그리는 사람을 웹툰 작가라 한다.

## 같이 보기
- 만화
- 만화 스토리 작가
- 웹툰
- 웹툰 작가
- 망가카
- 웹코믹